# Gladiolus ochroleucus
Gladiolus ochroleucus är en irisväxtart som beskrevs av John Gilbert Baker. Gladiolus ochroleucus ingår i släktet sabelliljor, och familjen irisväxter.

## Underarter
Arten delas in i följande underarter:
- G. o. macowanii
- G. o. ochroleucus

## Bildgalleri

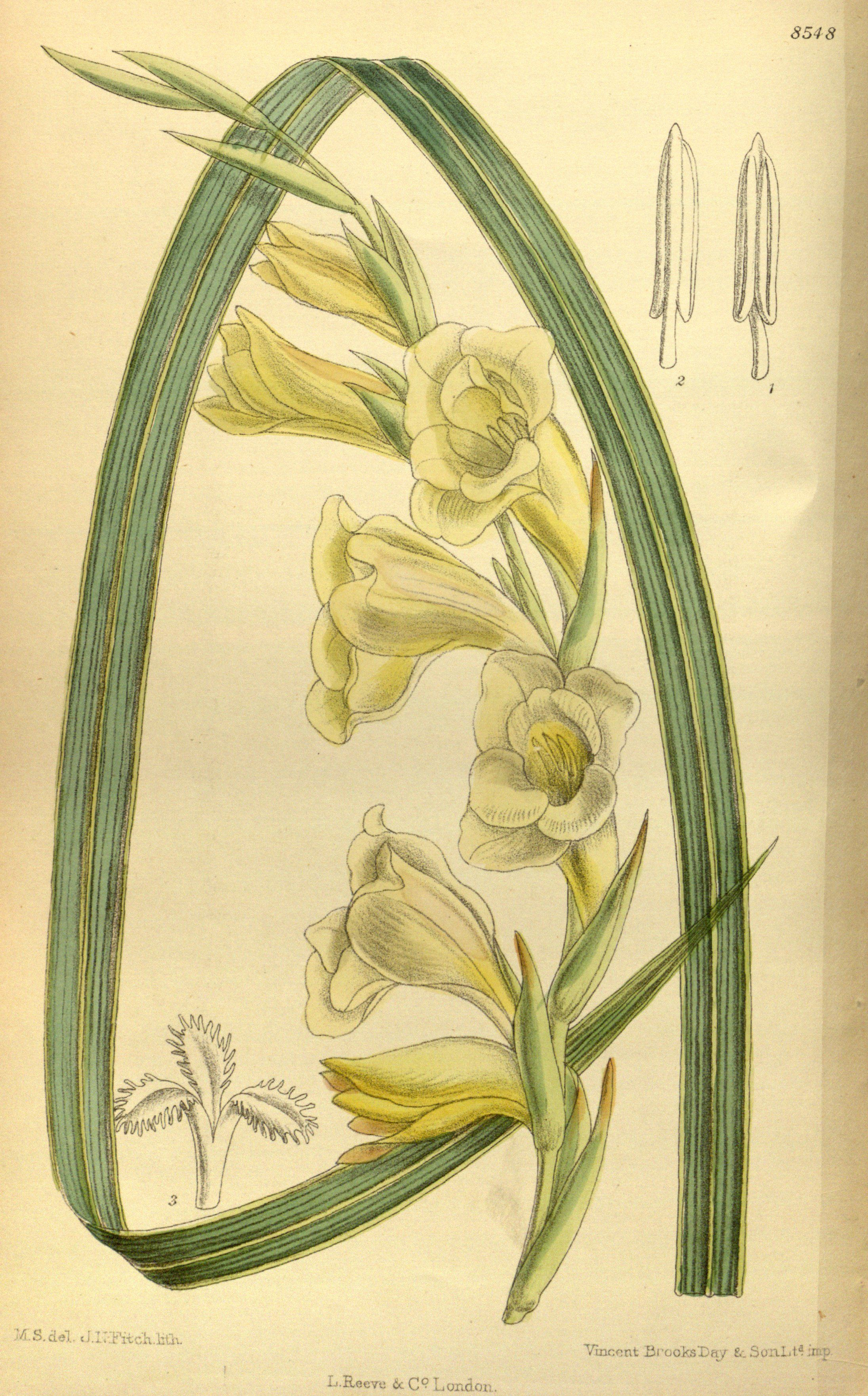
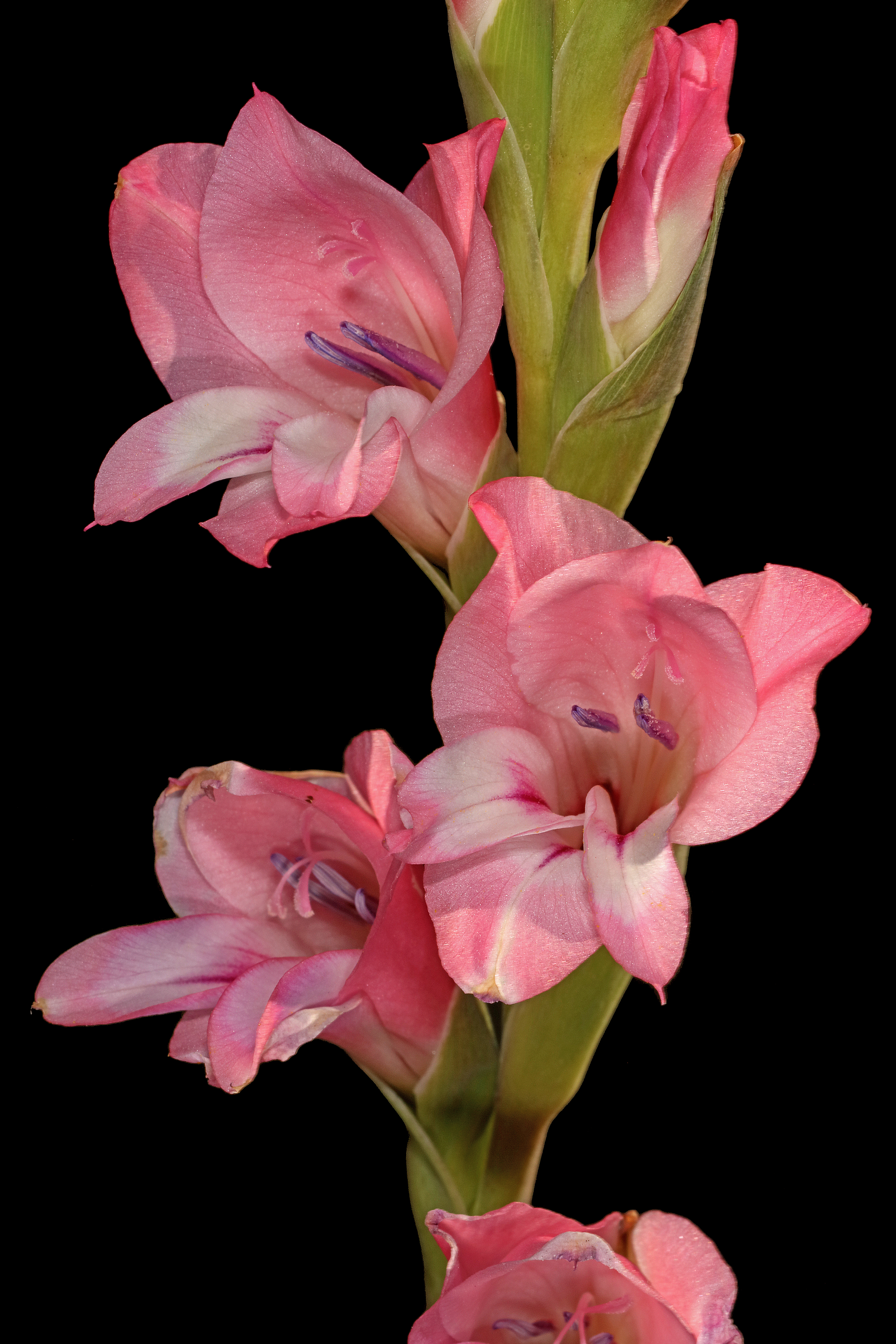